# Биљана Плавшић
Биљана Плавшић (Тузла, 7. јул 1930) бивша је српска политичарка из Босне и Херцеговине, универзитетски професор. Плавшић је претходно заједно са Николом Кољевићем, била потпредседница Републике Српске, што је постала коначним ратним раздвајањем Српске Републике БиХ од Републике Босне и Херцеговине. Још пре тога, Плавшићева и Кољевић су на новембарским вишестраначким изборима из 1990. изабрани у Предсједништво Социјалистичке Републике БиХ као представници српског народа. У међувремену, односно по избијању рата, српски чланови Предсједништва поднели су оставке и привремено су били на челу новонастале Српске Републике Босне и Херцеговине. Била је други председник Републике Српске од 1996. до 1998. године изабрана на првим послератним изборима 1996. године. Била је прва жена на челу једне републике у историји српског народа. Осуђена је за ратне злочине пред Међународним кривичним трибуналом за бившу Југославију.
Оптужена 2001. пред МКТЈ за злочине почињене током Рата у Босни и Херцеговини, Плавшићева се добровољно предала Трибуналу. Била је први српски политичар који се изјаснио кривим (по тачки оптужнице за прогон по националној и верској основи, злочин против човечности), а Тужилаштво је заузврат повукло остале оптужбе. Осуђена је 27. фебруара 2003. на 11 година затвора и упућена на издржавање казне у шведски затвор „Хинсеберји”, а на слободи је од октобра 2009.
Позната је због сукоба са Српском демократском странком и политиком Слободана Милошевића.

## Живот прије политичког ангажовања
Биљана Плавшић је рођена 7. јула 1930. у Тузли. Одрасла је у Сарајеву.
Дипломирала је биологију на Природно-математичком факултету у Загребу, где је и докторирала ботанику. После специјалистичких студија у САД, била је професор биологије, шеф катедре за биологију и декан Природно-математичког факултета Универзитета у Сарајеву. Објавила је око стотину научних радова.
Уочи распада бивше Југославије, напустила је универзитетску каријеру и ушла у политику.

## Политичка каријера
Биљана Плавшић није била члан Савеза комуниста, али јесте члан ужег руководства Републичке конференције Социјалистичког савеза радног народа Босне и Херцеговине. Плавшић је била чланица Српске демократске странке (СДС). Била је први женски члан Председништва Социјалистичке Републике Босне и Херцеговине, од 18. новембра до априла 1992. изабран на првим вишестраначким изборима у Босни и Херцеговини.
Од 28. фебруара 1992. до 12. маја 1992, Плавшић је постала један од два председника Српске Републике Босне и Херцеговине. Од тог доба је постала један од два потпредседника Републике Српске и отприлике од 30. новембра 1992. постала је члан Врховне команде Оружаних снага Републике Српске.
Када је председник Србије Слободан Милошевић 1993. одлучио да прихвати Венс-Овенов план и допутовао на Пале како би убедио посланике Народне скупштине РС да га ратификују, Плавшић је одбила да се рукује са њим. Војислав Шешељ је касније у суђењу пред Хашким трибуналом изјавио како је Плавшић за време рата била на „врло екстремним позицијама, неподношљивим чак и за мене као српског националисту”. Сам Милошевић ју је сматрао радикалном, док ју је његова супруга Мирјана Марковић назвала „госпођа Менгеле”.
Дејтонски споразум, потписан новембра 1995, означио је престанак рата у Босни и Херцеговини. Под притиском држава чланица контакт групе и председника Србије, Слободана Милошевића, 1996. године, Радован Караџић напустио је дужност тадашњег председника Републике Српске и политички живот, а председничка овлашћења пренео је на потпредседницу Републике Српске, Биљану Плавшић. Плавшићева је изабрана да буде кандидат СДС-а на изборима 1996. године за место председника Републике Српске током двогодишњег мандата. На тим изборима забележила је победу којом је постала председница Републике Српске.
Због растуће изолације Републике Српске након потписивања мира, прекинула је своје везе са СДС-ом, основала Српски народни савез Републике Српске и предложила за премијера Милорада Додика, тадашњег члана Народне скупштине Републике Српске, чија је Странка независних социјалдемократа имала само два места у Скупштини.
Ово је означило почетак политичких реформи у Републици Српској и сарадњу са међународном заједницом. Изгубила је изборе 1998. од заједничког кандидата СДС и Српске радикалне странке Републике Српске, Николе Поплашена. Она је била кандидат реформске коалиције „Слога”. Отада је њена политичка каријера у паду, све до објављивања оптужнице Међународног кривичног трибунала, након чега је потпуно окончана.

## Оптужница Међународног кривичног трибунала и пресуда
Биљана Плавшић је заједно са Момчилом Крајишником и Радованом Караџићем оптужена за „стварање немогућих услова за живот, прогоне и тактику терора да би подстицали несрбе да напусте подручја под контролом Срба, депортацију оних који се опиру да оду и ликвидацију осталих”. Плавшић је оптужена 7. априла 2000. године за геноцид, злочине против човечности, ратне злочине над босанским Муслиманима и Хрватима и тешке повреде Женевске конвенције 1991. и 1992. године у БиХ, и то:
- две тачке за геноцид (члан 4 Статута трибунала — геноцид; и/или саучесништво у геноциду),
- пет тачака за злочине против човечности (члан 5 — истребљивање, убиство; прогони на политичкој, расној или верској основи; депортација; алтернативно, нечовечна дела),
- једна тачка за кршење правила или обичаја рата (члан 3 — убиство).

Добровољно се предала Трибуналу 10. јануара 2001. и привремено је пуштена 6. септембра.
Дана 16. децембра 2002. склопила је нагодбу са Трибуналом и признала тачку за злочине против човечности за кривицу за прогон Муслимана (Бошњака) и Хрвата у 37 општина у Босни и Херцеговини у време рата 1992. године. и изразила кајање у замену за одбацивање седам осталих тачака оптужнице, укључујући и две за геноцид.
Њена изјава, прочитана на српском језику, поновила је њено признање кривице. Плавшићева у изјави каже да је она одбацивала приче о злочинима против Бошњака и Хрвата и да је прихватала без сумње наводе да су се Срби борили за опстанак.
Међутим, у интервјуу који је дала бањалучкој „Алтернативној телевизији” у марту 2005, признала је да је лагала јер није могла да докаже своју невиност, као и да није могла да пронађе сведоке који ће сведочити у њену корист.
Касније је осуђена на 11 година затвора и издржавала је казну у женском затвору „Хинсенберг” у Еребру, у Шведској (од 26. јуна 2003). Биљана Плавшић се жалила да је муслиманске затворенице малтретирају у затвору.
Бивша председница Републике Српске, према о споразуму о признању кривице, иначе, није имала обавезу да сведочи у другим предметима — што је у случају других оптужених који су признавали кривицу било готово правило, али се ипак појавила у процесу против Момчила Крајишника.
Требало је да се појави и као сведок тужбе против Слободана Милошевића, почетком 2004. године, чак је била пребачена из шведског затвора у Хаг, али договор са тимом Карле дел Понте није постигнут.
Из МКСЈ тада је процурило да је Плавшићева, услед нових сазнања, радикално променила мишљење и о свом признању и делу српске кривице за рат у Босни па је претила опасност да се од сведока тужбе претвори у сведока одбране, односно да говори у корист Милошевића — са којим је за време рата била у лошим односима.
Такав сценарио није се допао тужиоцу Џефрију Најсу и Плавшићева је враћена у Шведску где је морала да сачека формално испуњавање услова за превремено ослобађање.
Током боравка у затвору, издала је књигу „Свједочења”, откривши многе аспекте политичког живота ратне Републике Српске и бацивши тешку кривицу на тадашњег председника Републике Српске, Радована Караџића, још једног оптуженика Међународног кривичног трибунала.

## Излазак из затвора
Председник Хашког трибунала Патрик Робинсон одобрио је, 15. септембра 2009. године, превремено пуштање на слободу Биљане Плавшић пошто је 24. октобра 2009. године одслужила две трећине казне од 11 година. У образложењу одлуке, председник Трибунала је назначио да је Плавшићева „како изгледа, пружила доказе значајне рехабилитације” током боравка у затвору. Судија Робинсон је у виду имао и то што је Плавшићева признањем кривице за прогон Муслимана и Хрвата у БиХ још 2002. године „прихватила одговорност у раној фази поступка”. У извештају Тужилаштва, који је разматран приликом одлучивања у МКСЈ о давању сагласности да Плавшићева буде ослобођена, наводи се да она „није била од велике помоћи нити је имала неку жељу да сарађује са Тужилаштвом”.
Шведска влада, 22. октобра 2009. године, потврдила је одлуку Трибунала о превременом пуштању на слободу.
Биљана Плавшић је шведски затвор Хисенберг напустила 27. октобра 2009. године и авионом је, истог дана, стигла у Београд, где има стан и породицу, као и држављанство Србије које је стекла пре одласка у Хаг. По повратку је изјавила да ће остати у Београду.

## Радови
- Сведочим. Књига писана у затвору, аутобиографија, Триопринт, Бањалука. 2005.  978-99938-753-1-4.